# Extrofia da bexiga
Extrofia da bexiga é exposição e protrusão da parede posterior da bexiga. A anomalia ocorre devido ao fechamento incompleto da parte inferior da parede abdominal anterior. Fora do corpo, a parede anterior da bexiga se rompe, o que permite a comunicação entre o meio externo e a mucosa da bexiga. Em determinados casos, pode haver divisão do pênis em duas partes e ampla separação das metades do escroto.
Esse defeito na parede abdominal acontece como resultado da não-migração de células mesenquimais entre o ectoderma e a cloaca, o que causa deficiência dos músculos oblíquo e transverso abdominal e ausência dos músculos retais. Os músculos da parede abdominal anterior, assim como o tecido conjuntivo, não se formam na região da bexiga.